# Igor Obłoza
Igor Obłoza (ur. 1988 w Jeleniej Górze) – polski aktor. Występował w filmach: Wszystko, co kocham (2009), Miasto 44 (2014) i Córki dancingu (2015).

## Życiorys
Urodził się i dorastał w Jeleniej Górze jako syn Ilony Szoki i aktora Waldemara Obłozy. Ma siostrę bliźniaczkę – Ingę. W 2005 w Teatrze im. Cypriana Kamila Norwida obradował w składzie młodzieżowej komisji podczas jubileuszowych XXXV Jeleniogórskich Spotkań Teatralnych. Po ukończeniu II Liceum Ogólnokształcącego im. Cypriana Kamila Norwida, początkowo miał zdawać do PWST we Wrocławiu, lecz ostatecznie dostał się za pierwszym razem na Wydział Aktorski do warszawskiej Akademii Teatralnej, którą ukończył w 2011.
Na drugim roku studiów aktorskich debiutował na scenie stołecznego Teatru Rozmaitości w spektaklu opartym na twórczości Piera Paolo Pasoliniego T.E.O.R.E.M.A.T. (2009) w reż. Grzegorza Jarzyny. W 2011 jako student czwartego roku występował w działającym przy warszawskiej uczelni Teatrze Collegium Nobilium w trzech przedstawieniach: komedii Williama Shakespeare’a Stracone zachody miłości w reż. Bożeny Suchockiej jako Dumaine, dramacie Federica Garcii Lorki Yerma w reż. Pawła Passiniego i adaptacji scenicznej opowiadania Jarosława Iwaszkiewicza Panny z Wilka w reż. Mai Komorowskiej, prezentowanej na XXIX Festiwalu Szkół Teatralnych w Łodzi.
Po raz pierwszy trafił na kinowy ekran w drugoplanowej roli wzorowanej na autentycznej postaci wrażliwego 18–letniego buntownika punk–rockowca o pseudonimie „Diabeł” w obsypanym nagrodami filmie Jacka Borcucha Wszystko, co kocham (2009) z Mateuszem Kościukiewiczem. W krótkometrażowej etiudzie filmowej Pre Mortem (2012) o zbrodni w Katyniu zagrał postać komunisty. Pojawił się w wideoklipie zespołu Lady Pank do piosenki pt. „Chłopak z mokrą głową” (2012) i teledysku Natalii Sikory do utworu „Euforia” (2014).
W Teatrze Capitol wystąpił w przedstawieniach: Doktor Dolittle i jego zwierzęta (2016), Cudowna lampa Aladyna (2017), Cud (2018) w reż. Andrzeja Rozhina jako Benny, Pinokio (2019) jako Pinokio, Brzechwa 2020 (2020), Kochane pieniążki (2022) w reż. Jerzego Bończaka jako Bill i Łóżko pełne cudzoziemców (2024) w reż. Jerzego Bończaka w roli Stanleya Philby’ego.

## Filmografia

### Filmy
- 2009: Wszystko, co kocham jako „Diabeł”
- 2014: Miasto 44 jako dirlewangerowiec na Czerniakowi
- 2014: Facet (nie)potrzebny od zaraz jako kelner
- 2015: Córki dancingu jako obywatel na motorze
- 2015: Ambasador nadziei jako oficer radziecki w ośrodku internowania w Rumunii
- 2017: Gwiazdy jako policjant niemiecki

### Seriale
- 2010: Czas honoru
- 2010: 1920. Wojna i miłość jako żołnierz Pierzchała, podwładny Władka
- 2010: Barwy szczęścia jako asystent reżysera
- 2012: Lekarze jako samobójca
- 2012–2016: Na Wspólnej jako Konrad
- 2013: Ojciec Mateusz jako Darek Górka, syn Wiesława
- 2015: Uwikłani jako Franek Mirski
- 2015: O mnie się nie martw jako fotograf
- 2017: Wojenne dziewczyny jako Wirt
- 2020: Archiwista jako dziennikarz Igor Sommer
- 2021: Ojciec Mateusz jako sekretarz Szweda
- 2021: Chyłka jako Igor Godlewski, syn Marii
- 2022–2023: Pierwsza miłość jako Szymon Bochenek

### Dubbing
- 2010–2013: Victoria znaczy zwycięstwo jako Chłopak / Chad (odc. 40)
- 2013: Transformers: Prime jako Bumblebee (odc. 65)
- 2013: Teen Beach Movie jako Tanner
- 2013: Thor: Mroczny świat
- 2013–2014: Sam i Cat
- 2014: Teen Beach 2 jako Tanner
- 2015: Transformers: Robots in Disguise (serial telewizyjny 2015) jako Bumblebee
- 2017: Piraci z Karaibów: Zemsta Salazara